# Nymphopsis abstrusus
Nymphopsis abstrusus is een zeespin uit de familie Ammotheidae. De soort behoort tot het geslacht Nymphopsis. Nymphopsis abstrusus werd in 1922 voor het eerst wetenschappelijk beschreven door Loman. 